# Aayla Secura
Aayla Secura là một nữ Jedi Twi'lek xuất hiện trong loạt sử thi Star Wars. Cô là một trong các Jedi tham gia vào cuộc chiến vô tính và bị giết sau Sắc lệnh 66. Xuất hiện trên phim ở phần II, III và chương trình The Clone Wars (2008) được thể hiện bởi diễn viên Amy Allen; cô trở thành một nhân vật nổi tiếng và được nhiều người cosplay. Ngoài ra, cô còn xuất hiện trong các phương tiện truyền thông khác như: Trò chơi điện tử, mô hình, truyện,...

## Khái niệm và sáng tạo
Nhân vật được giới thiệu lần đầu trong truyện tranh của Vũ trụ mở rộng (EU) bởi họa sĩ Jan Duursema và nhà văn John Ostrander. George Lucas rất thích nhân vật này nên ông đã cho cô vào Tập II, ông cho cô cùng với nhiều Jedi khác tham gia vào đấu trường trên hành tinh Geonosis nhưng chỉ như là nhân vật phụ. Sau sự xuất hiện lần đầu này, cô trở nên nổi tiếng trong giới hâm mộ và được Lucas thêm vào Tập III và câu chuyện của cô được mở rộng trong loạt chương trình truyền hình Star Wars: The Clone Wars (phim truyền hình 2008).
Amy Allen đảm nhận vai diễn trong 2 phần phim, Lucas nói rằng ông thấy cô rất hơp để thể hiện vai diễn. Nhân vật trên màn ảnh được tạo ra với sự trợ giúp của Industrial Light & Magic.

## Tiểu sử

### Canon

#### Phim
Cô xuất hiện là nhân vật phụ trong 2 phần II và III, Aayla bị giết trong Phần III bởi toán lính của chính mình.

## Ngoại hình và tính cách
Aayla là một người Twi'lek đến từ hành tinh Ryloth, cô có đặc điểm sinh học loài của mình như cặp xúc tu trên đầu gọi là Lekku, da xanh đậm. Cô được coi là một Jedi duyên dáng, mạnh mẽ và làm chủ được thanh gươm của mình Trong chiến đấu cô thường mặc bộ Toga, hở bụng nhưng cho cô lợi thế lớn về sự dẻo dai và tốc độ. Cô bộc lộ mình là nhà lãnh đạo giỏi. Cô là người vui tươi, hài hước.

## Đón nhận
Aayla thường được nhắc đến là một nhân vật có "vóc dáng chuẩn", trang phục thiếu vải và thân hình gợi cảm. Trang phục của cô thường được Cosplay.